# Saison 1 d'Annie et Pony
Cet article répertorie la première saison de la série télévisée d'animation britannique Annie et Pony.

## Diffusion
- États-Unis : depuis le 18 janvier 2020 sur Nickelodeon
- Belgique : depuis le 14 septembre 2020 sur Nickelodeon Wallonie
- France : à partir du 12 octobre 2020 sur Nickelodeon France